# عشيرة (إلهة)

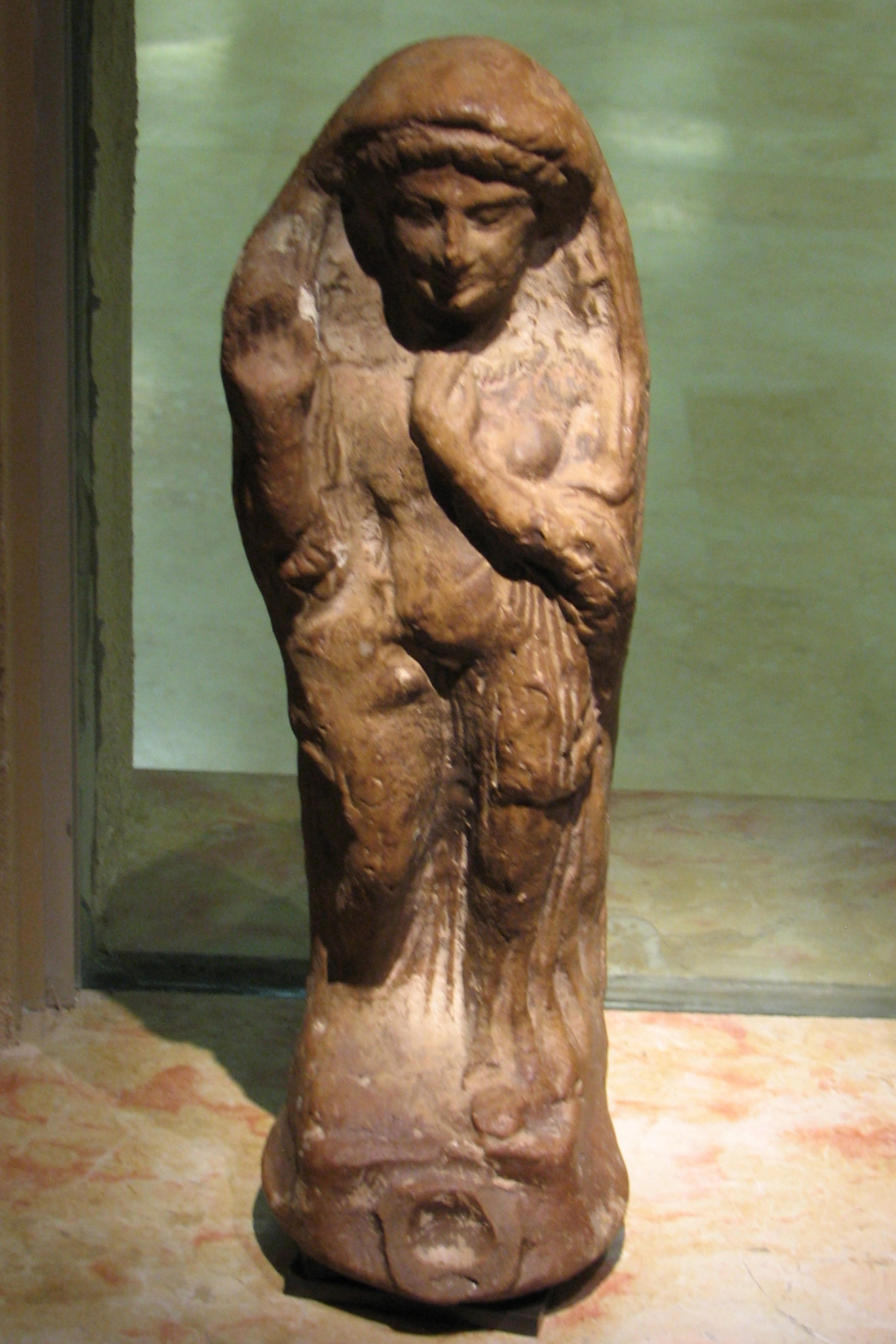
عشيرة.

عشيرة أو أشيرا (بالإنجليزية: Asherah)‏ إلهة البحر في أساطير الشرق القديم، أم الآلهة والدة عشتار. كانت في القديم الإلهة الأم وزوجة إيل وأم السبعين إلهاً، بما فيهم الإله بعل، وتبدو خصماً ليهوه الإله العبراني في العهد القديم، وتبدو عشيرة في بعض النصوص القديمة على أنها صورة أخرى من الأم العظمی (الإلهة عشتار).
كانت عشيرة ربة شعبية عند قدماء الإسرائيليين، على الرغم من أن كهنتهم كانوا يدعون إلى الثبات في الولاء ليهوه. وقد أدانها أنبياء التوراة مراراً تحت اسم عشتوريت Ashtoreth ومن استخدام هذا الاسم يبدو أنه جمع بين عشيرة وعشتروت وهذا ما حيَّر الدارسين المحدثين.

## عبادة اليهود القدماء لعشيرة
أشارت الاكتشافات الأثرية من أواخر السبعينيات وأوائل الثمانينيات أيضًا إلى أنه، على الأقل في رأي بعض الإسرائيليين القدماء، تم عبادة يهوه وعشيرة بشكل مناسب كزوج. من موقع كونتيلت عجرود، في شرق سيناء، تأتي ثلاث نقوش تعود إلى القرن التاسع أو الثامن قبل الميلاد تذكر يهوه و"عشيرته" (أي رفيقة يهوه [قرينة؟]، الإلهة عشيرة) أو "عشيرة" ( أي سارية يهوه المقدسة التي تمثل الإلهة عشيرة والموجودة في هيكله أو بجانب مذبحه). هناك نقش من القرن الثامن قبل الميلاد من خربة القم، على بعد حوالي خمسة وعشرين ميلاً جنوب غرب القدس، يحتوي على لغة مماثلة في 1 مل 15: 13 و 2 مل 18: 4 ، 21: 7، و23: 6 (مع أوجه تشابه في 2 مل 18: 4). تشير أخبار الأيام) إلى أنه على الأقل خلال فترات معينة في القرن التاسع والثامن والسابع قبل الميلاد، كان يُنظر إلى سارية عشيرة المقدسة على أنها أيقونة مناسبة لنصبها في أورشليم، حتى في هيكل يهوه. كما كانت تستخدم أواني الهيكل لتقديم الذبائح لعشارة ( 2 مل 23: 4 )، وفي أحد المجمعات داخل أسوار الهيكل، كانت النساء العاملات في العبادة ينسجن الملابس المستخدمة في لبس تمثال عشارة ( 2 مل 23: 7 ). وهكذا يبدو أنه على الرغم من أن كتبة الكتاب المقدس عمومًا، وخاصة بعض الأنبياء ( إشعياء 17: 8 ؛ 27:9؛ ارميا 17: 2 ؛ (مي 5: 14 ) والمؤلفون المسؤولون عن سفر التثنية، اعتبر القضاة، والملوك الأول والثاني، وأخبار الأيام الثاني أن عبادة أشيرا غير مناسبة، على الأقل، قام البعض وربما الكثير في إسرائيل القديمة بدمج صور وطقوس عبادة الإلهة في عبادة يهوه.

## معلومات أخرى
عشيرة (بالعبرية: אֲשֵׁרָה) بالأكدية : Ashratu بالأوغاريتية : Asherdu)
- في الأساطير السامية هي الإلهة الأم و«ملكة السماء» إيلة.
- إلهة مدينة أوغاريت ورأس الثالوث الإلهي الأنثوي فيها، الذي يتكون من عشيرة وعناة وعشتار.
- زوجة أو حرم الإله السومري أنو.
- ربة خصب الطبيعة والإنسان لأول مرة مع ظهور العموريين الساميين في بلاد الشام في مطلع الألف الثاني قبل الميلاد، وذلك بصيغة «أشراتو» التي كانت زوجة للإله عمور.
- في الأساطير الحثية التي ترجع إلى أواسط الألف الثاني قبل الميلاد تظهر عشيرة تحت اسم «أشيرتو» كزوجة لكبير الآلهة الحثية «إيل كوني ريشا».
- من ألقابها الأخرى إضافةً إلى «أم الآلهة» و «عشيرة البحر»، لدينا في نصوص أوغاريت لقبان آخران الأول «إيلة» أو «إيلت» وهو مؤنث الاسم إيل، الذي يعني الإلهة بامتياز مثلما، يعني الاسم إيل الإله بامتياز إذا لم يكن مضافاً إلى كلمة أخرى. أما اللقب الآخر فهو قُدش أو قدشو ويعني القدوسة.
- إلى جانب كونها مرضعة وأماً للآلهة فقد لعبت عشيرة دور مرضعة أمراء السلالة الحاكمة في أوغاريت. وبهذه الصفة يظهرها نحت بارز واقفةً بكل جلالها وأمامها أميران يشرئبان لمص الحليب من ثدييها.
- في أوغاريت ومينة البيضا عُثِر على عدد من صفائح النحاس المضغوط تمثل الإلهة عشيرة في دورها كسيدة لخصب الأرض والطبيعة، وفيها يظهر رأس الإلهة بتسريحة شعر الإلهة هاتور المصرية، يليه دائرتان تشيران إلى الصدر، ثم مثلث العانة الذي يعلوه غصن شجرة.
- ظهرت عبادتها في تيماء في مملكة لحي (لحيان) عام 549 ق.م بحسب نقش مسلة تيماء والذي عثر عليه في مدينة تيماء التي تعود لنبونيدوس في متحف اللوفر.
- في موقع خربة الكوم، على مسافة قريبة من مدينة الخليل (حبرون القديمة) تم اكتشاف قبر على شكل غرفة مبنية بالحجر نُقشت على جدارها الكتابة التالية: «لتحل عليك بركة الإله يهوه وعشيرته».
- في موقع عجرود في شمالي سيناء تم اكتشاف محطة قوافل تجارية، وبها معبد صغير وُجدت فيه جرار فخارية عليها نقوش تذكر أسماء الآلهة إيل وبعل ويهوه. كما ورد في بعضها ذكر يهوه وزوجته عشيرة حيث نقرأ: «لتحل عليك بركة يهوه إله تيمان وعشيرته».
- لها صورة تمثل يهوه وعشيرة في هيئة ثور وعجلة.
- ظهرت عبادتها أيضاً في عهد المكابيين.